# Championnat National 2018-2019
Lo Championnat National 2018-2019 è stata la 22ª edizione della terza serie del campionato di calcio francese, disputato tra il 5 agosto 2018 e il 12 maggio 2019.
Il campionato è stato vinto dal Rodez, promosso in Ligue 2 assieme allo Chambly.
Capocannoniere del torneo è stato Kévin Rocheteau (SO Cholet) con 15 reti.

## Stagione

### Novità
Nella stagione precedente sono state promosse in Ligue 2 Red Star e AS Béziers.
Dalla Ligue 2 sono retrocesse Bourg-en-Bresse, Quevilly-Rouen e Tours
Dallo Championnat de France amateur sono state promosse Marignane, Villefranche, Drancy e Le Mans.

### Formula
Le diciotto squadre partecipanti si sono incontrate in un turno di andata e ritorno per un totale di 34 partite.
Le prime due squadre classificate e la vincitrice dello spareggio sono promosse in Ligue 2.
Le ultime quattro squadre classificate sono retrocesse in CFA.

## Classifica
Classifica aggiornata al 26 maggio 2019
|  | Pos. | Squadra         | Pt | G  | V  | N  | P  | GF | GS | DR  |
|  | ---- | --------------- | -- | -- | -- | -- | -- | -- | -- | --- |
|  | 1.   | Rodez           | 76 | 34 | 23 | 7  | 4  | 54 | 21 | +33 |
|  | 2.   | Chambly         | 62 | 34 | 18 | 8  | 8  | 48 | 31 | +17 |
|  | 3.   | Le Mans         | 59 | 34 | 16 | 11 | 7  | 38 | 29 | +9  |
|  | 4.   | Laval           | 54 | 34 | 16 | 6  | 12 | 51 | 43 | +8  |
|  | 5.   | Lyon-La Duchère | 50 | 34 | 13 | 11 | 10 | 43 | 42 | +1  |
|  | 6.   | Boulogne        | 49 | 34 | 12 | 13 | 9  | 38 | 33 | +5  |
|  | 7.   | SO Cholet       | 46 | 34 | 11 | 13 | 10 | 41 | 38 | +3  |
|  | 8.   | Avranches       | 45 | 34 | 12 | 9  | 13 | 37 | 40 | -3  |
|  | 9.   | Quevilly-Rouen  | 45 | 34 | 11 | 12 | 11 | 37 | 37 | 0   |
|  | 10.  | Pau*            | 44 | 34 | 13 | 6  | 15 | 41 | 38 | +3  |
|  | 11.  | Dunkerque       | 43 | 34 | 11 | 10 | 13 | 37 | 39 | -2  |
|  | 12.  | Villefranche    | 42 | 34 | 8  | 18 | 8  | 36 | 32 | +4  |
|  | 13.  | Concarneau      | 40 | 34 | 10 | 10 | 14 | 30 | 43 | -13 |
|  | 14.  | Bourg-en-Bresse | 39 | 34 | 10 | 9  | 15 | 35 | 38 | -3  |
|  | 15.  | Tours           | 37 | 34 | 7  | 16 | 11 | 21 | 29 | -8  |
|  | 16.  | Marignane       | 34 | 34 | 8  | 10 | 16 | 31 | 43 | -12 |
|  | 17.  | Entente SSG     | 29 | 34 | 5  | 14 | 15 | 27 | 46 | -19 |
|  | 18.  | Drancy          | 26 | 34 | 5  | 11 | 18 | 21 | 40 | -19 |

Legenda:

      Promosse in Ligue 2 2019-2020

      Ammessa allo spareggio promozione contro la terz'ultima classificata della Ligue 2 2018-2019

      Retrocesse in Championnat de France amateur

- Il Pau è stato penalizzato per aver schierato un giocatore squalificato, Vincent Thill, nella partita in casa contro Bourg-en-Bresse il 29 marzo 2019. Il punteggio originale era di 4-0, con Thill che ha segnato il primo goal. Bourg-en-Bresse ha ottenuto la vittoria per 3-0 a tavolino e Pau ha ricevuto un punto di penalità

## Spareggi

### Play-out
La terza dello Championnat National affronta, in doppia sfida, la terzultima classificata della Ligue 2.
|                 | Risultati |                 | Luogo e data            |
| --------------- | --------- | --------------- | ----------------------- |
| Le Mans         | 1-2       | Gazélec Ajaccio | Le Mans, 28 maggio 2019 |
| Gazélec Ajaccio | 0-2       | Le Mans         | Ajaccio, 2 giugno 2019  |
|                 |           |                 |                         |